# Bernhard Tessmann
Bernhard Tessmann (ur. 15 sierpnia 1912, zm. 19 grudnia 1998 w Huntsville, Alabama) – niemiecki ekspert w dziedzinie rakiet sterowanych podczas II wojny światowej, który po jej zakończeniu zaczął pracować dla armii Stanów Zjednoczonych oraz dla NASA.

## Życiorys
Tessmann spotkał w roku 1935 eksperta od broni rakietowej Wernhera von Braun. Zainteresował się lotami kosmicznymi, po obejrzeniu filmu Frau im Mond, wyreżyserowanego przez studio Ufa, w którym pracował jego ojciec. Tessmann był współautorem planów dla Centrum Badań Wojskowych Peenemünde, przeprowadzając się tam pod koniec roku 1936 aby nadzorować konstrukcję oraz przeprowadzić pierwsze testy silnika rakietowego, a także pracował przy tunelach powietrznych, następnie nad systemami pomiaru przepływu powietrza dla silników rakiet V-2.
Po bombardowaniu Peenemünde w sierpniu 1943 roku został ewakuowany do Koelpinsee, gdzie zaprojektował sprzęt lądowy dla jednostek jezdnych V-2 i był zaangażowany przy planach projektu „Zement” – podziemnych instalacji dla V-2 w Ebensee, Austria.
Tessmann był kluczową postacią posiadającą wiedzę na temat V-2 pod koniec wojny. Gdy von Braun zaczął obawiać się, że SS rozpocznie realizację taktyki Hitlera „spalonej ziemi” i zniszczy tony wartościowej dokumentacji i szkiców na temat V-2, rozkazał swojej osobistej pielęgniarce Dieter Huzel oraz Bernhardowi Tessmannowi, głównemu projektantowi instalacji testowych Peenemünde, ukryć dokumentację w bezpiecznym miejscu. Do załadunku 14 ton dokumentów wykorzystano trzy ciężarówki Opel. Niewielki konwój udał się na północ 3 kwietnia 1945 w kierunku gór Harzu. Pod koniec dnia Tessman i Huzel odnaleźli porzuconą kopalnię żelaza w miejscowości Dornten. 36 godzin później, wszystkie dokumenty zostały wciągnięte przez małą kolejkę w głąb kopalni i ręcznie rozładowane w magazynie do składowania prochu.
Von Braun oraz jego główni naukowcy pracujący nad projektem V-2 poddali się 44. dywizji amerykańskiej. Odzyskanie 14 ton dokumentacji V-2 ukrytej przez Tessmana w kopalni Dornten stało się niezwykle istotne dla USA.
Tessmann został przerzucony do USA w końcu wojny (operacja Paperclip) wraz z innymi niemieckimi naukowcami pracującymi nad budową rakiet i od stycznia 1947 roku rozpoczął pracę w Forcie Bliss, Teksas. Przez całe życie pracował w zespole pracującym przy konstrukcji rakiet, najpierw w Forcie Bliss, White Sands Missile Range, a następnie w Huntsville. Od roku 1960 został zastępcą dyrektora zespołu testowego w centrum lotów kosmicznych Marshalla w NASA.